# 青原区
青原区（せいげん-く）は中華人民共和国江西省吉安市に位置する市轄区。

## 行政区画
- 街道:河東街道、浜江街道
- 鎮:天玉鎮、値夏鎮、新圩鎮、富灘鎮、富田鎮、文陂鎮
- 民族郷:東固シェ族郷

## 交通

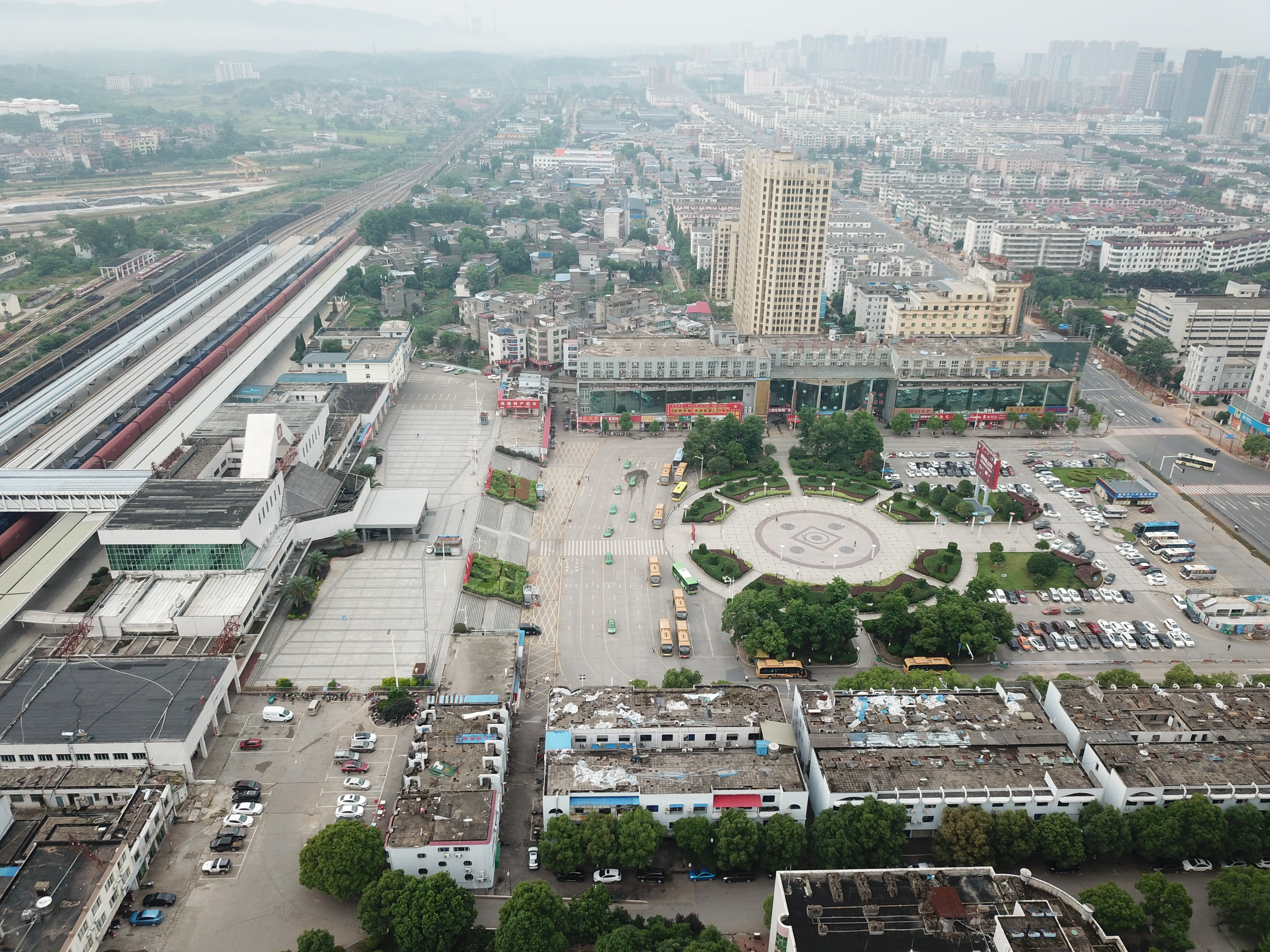
吉安駅前の風景

### 鉄道
- 中国鉄路総公司
  - 京九線
    - 吉安駅

### 道路
- 国道
  - G105国道